# 🇹🇿
🇹🇿 is een Unicode vlagsequentie emoji die gebruikt wordt als regionale indicator voor Tanzania. De meest gebruikelijke weergave is die van de vlag van Tanzania, maar op sommige platforms (waaronder Microsoft Windows) ziet men de letters TZ.
De vlagsequentie is opgebouwd uit de combinatie van de Regional Indicator Symbols 🇹 (U+1F1F9) en 🇿 (U+1F1FF), tezamen de ISO 3166-1 alpha-2 code TZ voor Tanzania vormend.
Deze emoji is in 2010 geïntroduceerd met de Unicode 6.0-standaard.

## Gebruik

De landsvlag van Tanzania

Deze emoji wordt gebruikt als regionale aanduiding van Tanzania.

## Codering

De Emoji One-implementatie

### Unicode
In Unicode vindt men de 🇹🇿 met de codesequentie U+1F1F9 U+1F1FF (hex).

### Shortcode
Er zijn shortcodes  voor 🇹🇿; in Github kan deze opgeroepen worden met :tanzania:,  in Slack kan het karakter worden opgeroepen met de code :flag-tz:.